# Methods Of Silence
Methods of Silence – drugi album grupy Camouflage, wydany przez Atlantic Records w 1989 roku.

## Opis albumu
Methods of Silence (pol. Metody ciszy) to drugi album grupy Camouflage. Na uwagę zasługuje utwór „Love is a Shield”, który osiągnął 9 miejsce na niemieckiej liście przebojów i był to największy sukces grupy Camouflage.

## Lista utworów
| Nr  | Tytuł utworu                        | (czas) | Długość |
| --- | ----------------------------------- | ------ | ------- |
| 1.  | „One Fine Day”                      | (4:35) | 4:37    |
| 2.  | „Love Is A Shield”                  | (4:42) | 4:47    |
| 3.  | „Anyone”                            | (3:45) | 3:50    |
| 4.  | „Your Skinhead Is The Dream”        | (4:56) | 5:02    |
| 5.  | „On Islands”                        | (4:48) | 5:01    |
| 6.  | „Feeling Down”                      | (4:10) | 4:14    |
| 7.  | „Sooner Than We Think”              | (3:50) | 3:55    |
| 8.  | „A Picture Of Life”                 | (3:40) | 3:44    |
| 9.  | „Les Rues”                          | (3:30) | 3:31    |
| 10. | „Rue De Moorslede” (instrumentalny) | (0:35) | 0:36    |
|     |                                     |        | 39:17   |